# 陈巷陈宅
29°51′38.32″N 121°32′28.31″E / 29.8606444°N 121.5411972°E
陈巷陈宅位于中国浙江省宁波市海曙区陈巷35号，民国建筑，建筑主体建筑坐西朝东，由前后二进房屋组成，2023年9月1日公布为宁波市文物保护单位。